# Idaea sibirica
Idaea sibirica là một loài bướm đêm trong họ Geometridae.